# Sangariusbrücke
Die Sangariusbrücke oder Justiniansbrücke (türkisch: Justinianos Köprüsü oder Beşköprü) ist eine spätrömische Steinbrücke über den Fluss Sangarius (modern: Sakarya) in der heutigen Türkei. Das Bauwerk wurde vom oströmischen Kaiser Justinian I. (527–565) zur Verbesserung der Kommunikation zwischen der Hauptstadt Konstantinopel und den Ostprovinzen seines Reichs errichtet. Die beachtlichen Ausmaße der knapp 430 m langen Brücke fanden ihren literarischen Niederschlag in mehreren Werken zeitgenössischer Autoren und Dichter. Die Zuschreibung der Brücke zu einem angeblich von Justinian geplanten Kanalbauprojekt zur großräumigen Umschiffung des Bosporus durch das kleinasiatische Hinterland wird in Fachkreisen kontrovers diskutiert.

## Lage und Geschichte
Die Sangariusbrücke befindet sich im Nordwesten Kleinasiens, in der antiken Landschaft Bithynien, fünf Kilometer von der Stadt Adapazarı entfernt im Bezirk Serdivan. Nach dem Zeugnis des spätantiken Historikers Prokop in seinem Werk De Aedificiis ersetzte sie eine Pontonbrücke aus zusammengezurrten Kähnen, die immer wieder durch die starke Strömung fortgerissen wurde, wodurch der Sangarius häufig unpassierbar war. Der Bau einer festen Brücke auf Befehl Kaiser Justinians dürfte mit der besonderen strategischen Bedeutung des Flussübergangs zusammenhängen, da hier eine der antiken Heerstraßen von Konstantinopel zur persischen Grenze verlief, wo es unter Justinian wiederholt zu heftigen kriegerischen Auseinandersetzungen mit dem Sassanidenreich kam.
Die Bauzeit der Sangariusbrücke kann aus verschiedenen literarischen Quellen recht genau ermittelt werden. Sie begann spätestens im Herbst 559, als Justinian von einer Inspektionsreise aus Thrakien zurückkehrte, und endete 562 nach dem Friedensschluss mit Persien. Von dem späteren Chronisten Theophanes wird der Baubeginn unter dem annus mundi 6052 aufgeführt, was dem Jahr 559/60 n. Chr. entspricht. Für die Fertigstellung des Bauwerks im Jahr 562 sprechen zwei Gedichte von Paulus Silentiarius und Agathias, die als Lobreden auf Kaiser Justinian und seine Taten verfasst wurden. Umgekehrt bieten die Brückenarbeiten vielleicht auch einen Anhaltspunkt zur Datierung antiker Literatur: Da Prokop in seiner bedeutenden Schrift zur spätrömischen Baukunst, den besagten De Aedificiis, die Brücke noch als im Bau befindlich beschreibt, scheint sein Werk, dessen Datierung seit langem umstritten ist, laut Michael Whitby um 560–561 verfasst worden zu sein, fünf bis sechs Jahre später als allgemein angenommen. Forscher, die an der Frühdatierung der De Aedificiis festhalten, bezweifeln allerdings die Datierung bei Theophanes, weshalb sich Whitbys Position nicht allgemein durchgesetzt hat. Dass die Brücke 562 fertig wurde, scheint zwar festzustehen, aber möglich ist auch ein etwas früherer Baubeginn.
Heutzutage überspannt der Bau nur noch den unbedeutenden Çark Deresi (Antike: Melas), einen Abfluss aus dem nahegelegenen Sapancasee (Antike: Sophon), während der deutlich größere Sakarya sein Bett drei Kilometer nach Osten verlegt hat.

## Konstruktion
Die gesamte Sangariusbrücke ist aus Kalkstein errichtet. Das gut erhaltene Bauwerk besitzt einschließlich beider Widerlager eine beachtliche Länge von 429 m, bei einer Breite von 9,85 m und einer Höhe von ca. 10 m. Die eindrucksvolle Gesamtgröße wird durch fünf Hauptbögen unterstrichen, deren lichte Weite 23 bis 24,5 m betragen. Die Breite der dazugehörigen Brückenpfeiler liegt bei ungefähr 6 m. Das Bogenquintett in der Flussmitte wird von zwei kleineren Brückenbögen mit 19,5 m bzw. 20 m lichter Weite eingerahmt; durch einen der westlichen Bögen fließt heute der Bach Çark Deresi. Außerhalb des Flussbereichs, in der Überschwemmungszone, ist die Brücke zwecks Hochwasserentlastung zusätzlich von fünf Bogenöffnungen zwischen 3 und 9 m Spannweite durchbrochen, zwei davon am westlichen und drei am östlichen Flussufer. Letztere wurden durch den Bau einer eingleisigen Eisenbahnstrecke entlang des Flusses ganz oder teilweise zerstört. Die Dicke der beiden Brückenpfeiler am Übergang von der Uferzone zu den sieben Bögen im Flussbett bemisst sich mit jeweils rund 9,5 m. Die Schlusssteine der sieben größten Bögen zierten vermutlich kleine christliche Kreuze, die jedoch bis auf zwei zerstört wurden.
Im Einzelnen betragen die lichten Bogenweiten von West nach Ost in m (Pfeilerstärken in Klammern):
3 (n. b.) 7 (9,5) 19,5 (6) 23 (6) 24,5 (6) 24,5 (6) 24 (6) 24,5 (6) 20 (9,5) 9 (n. b.) 6 (n. b.) 3

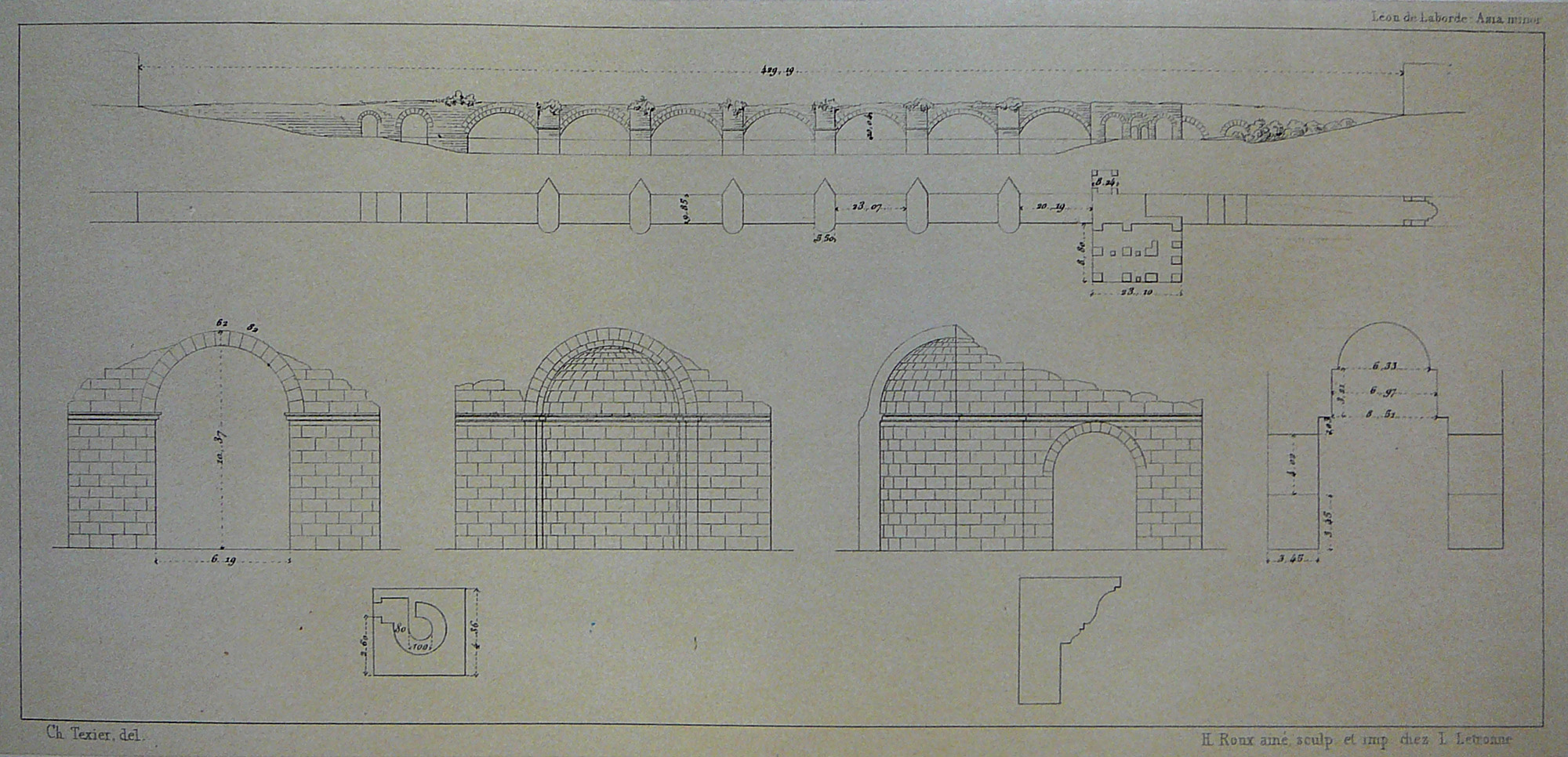
Brückenskizze einschließlich Triumphbogen und Konche (1838)

Die Flusspfeiler sind durchgehend mit Wellenbrechern versehen, die an der Stromseite eine abgerundete und flussabwärts eine spitzwinklig zulaufende Form besitzen. Eine Ausnahme bildet der mit 9,5 m breiteste Pfeiler am westlichen Aufgang, dessen Wellenbrecher beidseitig keilförmig zulaufen. Damit weicht die Konstruktion deutlich von der Mehrheit der Römerbrücken ab, bei der die Wellenbrecher sowohl flussaufwärts als auch – sofern vorhanden – flussabwärts im spitzen Winkel von der Brücke abweisen.
An der westlichen Zufahrt ragte bis zum 19. Jahrhundert – wie bei Römerbrücken nicht unüblich – ein mittlerweile verschwundener Triumphbogen auf, während sich auf der östlichen Seite bis in die Gegenwart eine Konche erhalten hat, deren Funktion aber unklar ist. Möglicherweise handelt es sich bei dem nach Osten zeigenden Halbkuppelbau um einen religiösen Schrein. Seine Höhe beträgt 11 m, die Breite 9 m. Triumphbogen und Konche wurden 1838 von Léon de Laborde in einer Zeichnung festgehalten. Sie zeigt ein ausschließlich aus Steinquadern konstruiertes Rundbogentor unmittelbar am Zugang zur Brücke. Eine weitere Skizze liefert einige Abmessungen dieses Bogens: Demnach war die Toröffnung 10,37 m hoch und 6,19 m; breit, während die Pfeilerstärken 4,35 m betrugen; in einem der beiden Pfeiler lief zudem eine Wendeltreppe hinauf.
Die nicht mehr erhaltene Brückeninschrift trug ein Epigramm des Dichters Agathias, das von Kaiser Konstantin Porphyrogenetos (905–959) zitiert wird:
Auch du, Sangarios, dessen ungestümer Lauf durch diese Wölbungen gebrochen ist, fließest nun hin, Sklave einer Herrschertat, wie das stolze Hesperien und die medischen Völker und alle barbarischen Horden. Einst Empörer gegen die Schiffe, einst unbezähmt, liegst du jetzt in den Fesseln unbeugsamen Gesteins.

## Antike Kanalprojekte

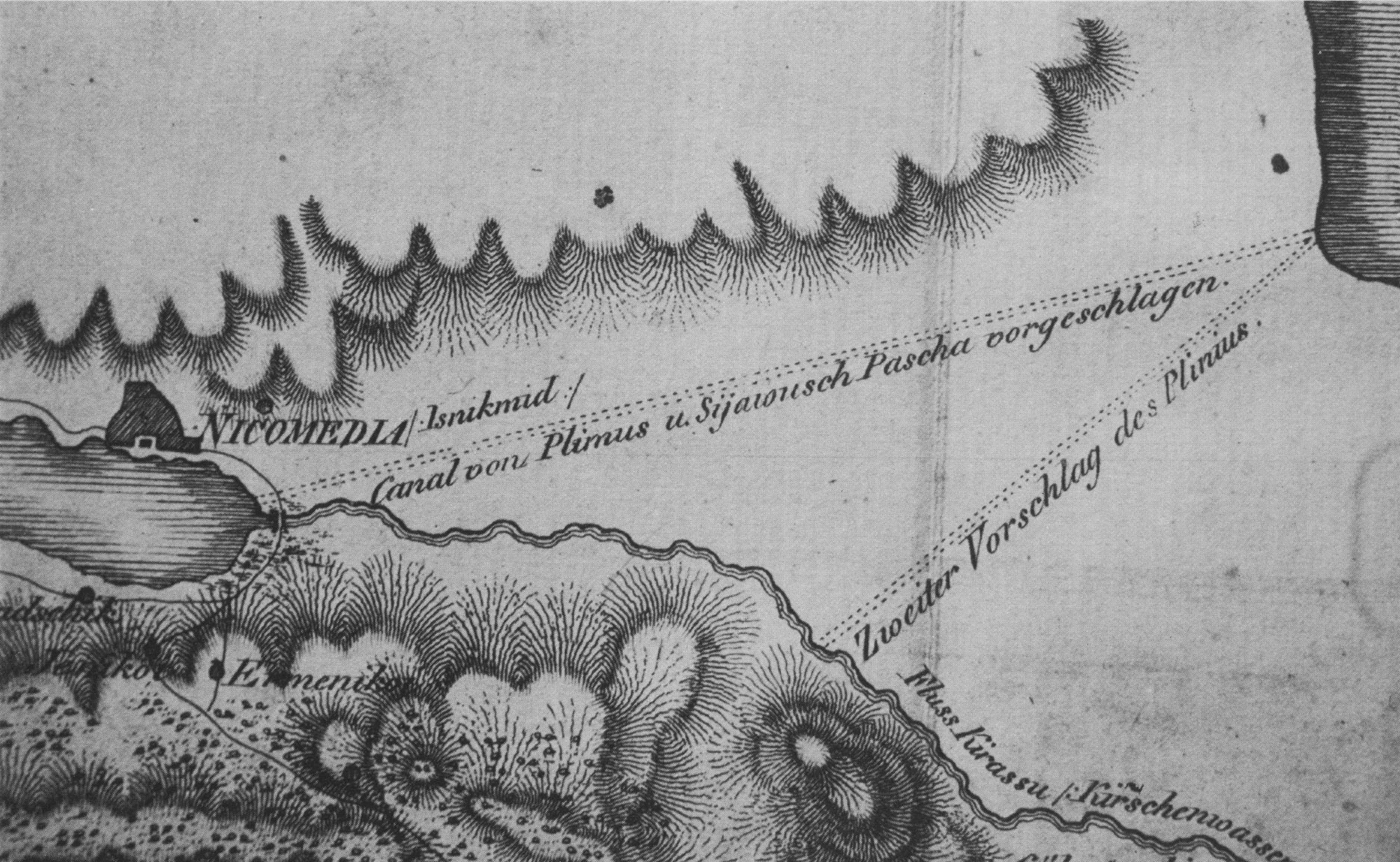
Verlauf des von Plinius vorgeschlagenen Kanals zum Meer (Rekonstruktionsversuch von 1818)

Der Bau der Sangariusbrücke wird von einigen Fachleuten als Indiz für ein – letztlich nicht zustande gekommenes – großes Kanalprojekt unter Justinian betrachtet, das die weiträumige Umschiffung des Bosporus durch das kleinasiatische Binnenland zum Ziel hatte. Erste Berichte über einen geplanten Kanalbau finden sich im Briefwechsel zwischen Kaiser Trajan und dem römischen Statthalter von Bithynien Plinius, der einen Durchstich von dem in der Nähe zum Sangarios gelegenen Sapancasee zur Propontis vorschlug. Der Plan scheint jedoch nicht zuletzt aufgrund des baldigen Ablebens von Plinius niemals realisiert worden zu sein.
Laut Moore beabsichtigte Justinian den Lauf des Sangarius zum Schwarzen Meer westwärts in den Sapancasee umzuleiten, um auf diese Weise den Plan von Plinius umzusetzen. Indizien dafür seien zum einen das groteske Missverhältnis zwischen den gewaltigen Dimensionen der Brücke und dem bescheidenen Melas, und zum anderen die Tatsache, dass die spitzen Brückenpfeiler – entgegen römischen Gepflogenheiten – heutzutage flussabwärts zeigen würden. Whitby hingegen lehnt die Hypothese mit dem Hinweis darauf ab, dass der Sangarios in dem betreffenden Lauf nicht schiffbar gewesen sei und dass sich keilförmige Wellenbrecher an der Unterwasserseite auch bei anderen Römerbrücken finden lassen. Eine mittlere Position vertritt Froriep, der aufzeigt, dass eine Umkehrung der Fließrichtung angesichts des sehr geringen Gefälles der lokalen Topographie durchaus umsetzbar gewesen wäre.